# Ashland (Nouveau-Brunswick)
Pour les articles homonymes, voir Ashland.
Ashland est une communauté canadienne située dans le comté de Carleton dans la province du Nouveau-Brunswick.

## Annexe